# Ceica
Ceica là một xã thuộc hạt Bihor, România. Dân số thời điểm năm 2002 là 4105 người.